# Cynopotamus atratoensis
Cynopotamus atratoensis är en fiskart som först beskrevs av Eigenmann, 1907.  Cynopotamus atratoensis ingår i släktet Cynopotamus och familjen Characidae. Inga underarter finns listade i Catalogue of Life.